# 楽道入
楽 道入（らく どうにゅう、1599年（慶長4年） - 1656年3月20日（明暦2年2月25日））は、日本の安土桃山時代から江戸時代初頭にかけての陶芸家。三代目楽吉左衛門家当主である。黒釉茶碗に妙技をふるった。法名は知見院道入日宝居士。

## 概要
二代目楽常慶の長男。名は吉兵衛、のち吉左衛門。別名「ノンコウ」。
「ノンコウ」の由来は、千宗旦が道入に花入れを贈り、これに「のんこう」（乃無己かという）と銘し、道入を訪問するのを「のんこう」へ行くと言ったという説や、江戸時代初期の男性の髪形に「のんこ」があり、それに関連していたという説がある。
のんこう七種は、獅子（黒）如心斎書付、升（黒）原叟書付、稲妻（黒）江岑書付、鳳林（赤）江岑書付、若山（赤）如心斎書付、鵺（赤）原叟書付、千鳥（黒）原叡書付。
のんこう後窯七種は、検校、貧僧、大黒、小黒、鉢の子、早船、小雲雀。
加賀七種は、桔梗（黒）、善福寺（黒）、青山（黒）、霞（黒）啐啄斎書付、此花（黒）、香久山（黒）江岑書付、今枝（黒）。